# Tekne
La tekne, teknè, tekhne o tekhnè (en grec τέχνη) designa la «producció» o «fabricació material», l'acció eficaç, a l'antiga Grècia. S'oposa a la praxis d'Aristòtil, que és l'esfera de l'acció pròpiament dita. Els antics grecs diferenciaven la ciència de la tekne: la ciència pertany a l'àmbit de la raó, la tekne al de l'enteniment, en el sentit de coneixement. Mitjançant la tekne és possible transformar allò natural en artificial. El seu concepte d'artificial incloïa allò artístic.
A l'edat mitjana la noció de tekne fou represa, però no considerada com un coneixement superior. S'interessava pel «com» i s'ensenyava a les escoles. L'altra part del coneixement, l'episteme, s'ocupava del «per què»; era el coneixement superior, i s'ensenyava als studia humanitatis.